# Попов, Дмитрий Петрович
Дмитрий Петрович Попов (1911 — 1975) — советский партийный и государственный деятель.

## Биография
Член ВКП(б) с 1939 г. Участник Великой Отечественной войны 1941–1945 гг. 
В 1953—1957 гг. — первый секретарь Георгиевского районного комитета КПСС. В 1957—1961 гг. — второй секретарь Ставропольского краевого комитета КПСС. В 1961—1968 гг — председатель Исполнительного комитета Ставропольского краевого Совета (в 1962—1964 гг. — сельского облисполкома). В 1970-1975 гг. - заведующий архивным отделом Ставропольского крайисполкома.
Награждён орденами Ленина (дважды), Красного Знамени, Отечественной войны, Красной Звезды.

## Семья
Был женат на Нине Николаевне Поповой (Шиловой) с 1942 года.